# 日本の総合学科設置高等学校一覧
日本の総合学科設置高等学校一覧（にっぽんのそうごうがっかせっちこうとうがっこういちらん）は、日本で総合学科を持つ高等学校の一覧である。

過去に総合学科が存在した高校は「Category:日本の総合学科設置高等学校 (廃止)」を参照。

## 北海道
- 北海道旭川南高等学校
- 北海道池田高等学校
- 北海道石狩翔陽高等学校
- 北海道大空高等学校
- 北海道釧路明輝高等学校
- 北海道浦河高等学校
- 北海道札幌厚別高等学校
- 北海道標茶高等学校
- 北海道清水高等学校
- 北海道斜里高等学校
- 北海道千歳北陽高等学校
- 北海道美唄尚栄高等学校
- 北海道檜山北高等学校
- 北海道室蘭東翔高等学校
- 北海道森高等学校
- 北海道留辺蘂高等学校
- 旭川明成高等学校（私立）

## 東北地方

### 青森県
- 青森県立青森中央高等学校
- 青森県立大湊高等学校
- 青森県立木造高等学校
- 青森県立七戸高等学校
- 青森県立尾上総合高等学校（多部制定時制）
- 八戸学院野辺地西高等学校（私立）

### 岩手県
- 岩手県立一関第二高等学校
- 岩手県立岩谷堂高等学校
- 岩手県立北上翔南高等学校
- 岩手県立久慈東高等学校
- 岩手県立紫波総合高等学校
- 盛岡スコーレ高等学校（私立）

廃校
- 岩手県立一戸高等学校

### 宮城県
- 宮城県伊具高等学校
- 宮城県小牛田農林高等学校
- 宮城県迫桜高等学校
- 宮城県宮城野高等学校
- 宮城県村田高等学校
- 宮城県本吉響高等学校
- 宮城県石巻北高等学校
- 仙台育英学園高等学校（私立）

### 秋田県
- 秋田県立西目高等学校
- 秋田県立増田高等学校
- 秋田修英高等学校（私立）

### 山形県
- 山形県立北村山高等学校
- 山形県立庄内総合高等学校
- 山形県立鶴岡中央高等学校
- 山形県立天童高等学校
- 山形県立高畠高等学校
- 山形県立左沢高等学校
- 山形県立荒砥高等学校
- 山形県立遊佐高等学校

### 福島県
- 福島県立福島北高等学校
- 福島県立二本松実業高等学校
- 福島県立会津学鳳高等学校
- 福島県立いわき総合高等学校
- 福島県立光南高等学校
- 福島県立小野高等学校
- 福島県立相馬総合高等学校
- 福島県立ふたば未来学園高等学校

## 関東地方

### 茨城県
- 茨城県立江戸崎総合高等学校
- 茨城県立大子清流高等学校
- 茨城県立高萩清松高等学校
- 茨城県立取手第一高等学校
- 茨城県立坂東清風高等学校
- 茨城県立鉾田第二高等学校
- 茨城県立八千代高等学校
- 茨城県立日立工業高等学校（定時制）

### 栃木県
- 栃木県立今市高等学校
- 栃木県立足利南高等学校
- 栃木県立茂木高等学校
- 栃木県立小山城南高等学校
- 栃木県立さくら清修高等学校
- 栃木県立黒磯南高等学校

### 群馬県
- 群馬県立伊勢崎興陽高等学校
- 群馬県立渋川青翠高等学校
- 群馬県立前橋東高等学校
- 群馬県立吉井高等学校
- 群馬県立新田暁高等学校
- 群馬県立安中総合学園高等学校
- 創世中等教育学校（私立）

### 埼玉県
全日制
- 筑波大学附属坂戸高等学校（国立）
- 埼玉県立小鹿野高等学校
- 埼玉県立川越総合高等学校
- 埼玉県立久喜北陽高等学校
- 埼玉県立幸手桜高等学校
- 埼玉県立進修館高等学校
- 埼玉県立誠和福祉高等学校
- 埼玉県立滑川総合高等学校
- 埼玉県立寄居城北高等学校
- 川口市立川口総合高等学校（2018年閉校）
- 国際学院高等学校（私立）

昼夜間定時制（パレットスクール）
- 埼玉県立狭山緑陽高等学校
- 埼玉県立戸田翔陽高等学校
- 埼玉県立吹上秋桜高等学校
- 埼玉県立吉川美南高等学校
- 川口市立高等学校

広域通信制
- 創学舎高等学校（私立）

### 千葉県
- 千葉県立幕張総合高等学校
- 千葉県立安房拓心高等学校
- 千葉県立大原高等学校
- 千葉県立君津青葉高等学校
- 千葉県立小金高等学校
- 千葉県立八街高等学校

廃校
- 千葉県立勝浦若潮高等学校（2015年3月廃校）

### 東京都
- 東京都立晴海総合高等学校
- 東京都立つばさ総合高等学校
- 東京都立世田谷総合高等学校
- 東京都立杉並総合高等学校
- 東京都立葛飾総合高等学校
- 東京都立青梅総合高等学校
- 東京都立東久留米総合高等学校
- 東京都立若葉総合高等学校
- 東京都立町田総合高等学校
- 東京都立王子総合高等学校

定時制（チャレンジスクール）
- 東京都立大江戸高等学校
- 東京都立桐ケ丘高等学校
- 東京都立小台橋高等学校
- 東京都立世田谷泉高等学校
- 東京都立稔ヶ丘高等学校
- 東京都立六本木高等学校

### 神奈川県
全日制
- 神奈川県立麻生総合高等学校
- 神奈川県立金沢総合高等学校
- 神奈川県立相模原総合高等学校
- 神奈川県立鶴見総合高等学校
- 神奈川県立秦野総合高等学校
- 神奈川県立藤沢総合高等学校
- 神奈川県立座間総合高等学校
- 横浜市立みなと総合高等学校
- 横浜市立横浜総合高等学校
- 横須賀市立横須賀総合高等学校
- 旭丘高等学校（私立）
- 柏木学園高等学校（私立）

定時制
- 神奈川県立磯子工業高等学校
- 神奈川県立向の岡工業高等学校
- 神奈川県立神奈川総合産業高等学校

募集停止した全日制
- 神奈川県立横浜緑園総合高等学校
- 神奈川県立横浜清陵総合高等学校
- 神奈川県立大師高等学校
- 神奈川県立吉田島総合高等学校

## 中部地方

### 新潟県
- 新潟県立新井高等学校
- 新潟県立糸魚川白嶺高等学校
- 新潟県立小千谷西高等学校
- 新潟県立柏崎総合高等学校
- 新潟県立五泉高等学校
- 新潟県立佐渡総合高等学校
- 新潟県立十日町総合高等学校
- 新潟県立栃尾高等学校
- 新潟県立巻総合高等学校
- 新潟県立村上桜ヶ丘高等学校

### 富山県
- 富山県立上市高等学校
- 富山県立小杉高等学校
- 富山県立富山いずみ高等学校

### 石川県
- 石川県立加賀高等学校
- 石川県立寺井高等学校
- 石川県立松任高等学校
- 石川県立金沢北陵高等学校
- 石川県立津幡高等学校
- 石川県立志賀高等学校
- 石川県立七尾東雲高等学校
- 石川県立能登青翔高等学校
- 石川県立金沢中央高等学校（多部制定時制）

閉科
- 石川県立輪島高等学校
- 石川県立飯田高等学校

### 福井県
- 福井県立丹南高等学校
- 福井南高等学校（私立）

### 山梨県
- 山梨県立上野原高等学校
- 山梨県立甲府城西高等学校
- 山梨県立富士北稜高等学校
- 山梨県立北杜高等学校
- 山梨県立笛吹高等学校
- 山梨県立身延高等学校

### 長野県
- 長野県中野立志館高等学校
- 長野県塩尻志学館高等学校
- 長野県丸子修学館高等学校
- 長野県蘇南高等学校
- 長野市立長野高等学校

### 岐阜県
- 岐阜県立恵那南高等学校
- 岐阜県立大垣養老高等学校
- 岐阜県立岐阜城北高等学校
- 岐阜県立岐阜総合学園高等学校
- 岐阜県立郡上高等学校
- 岐阜県立土岐紅陵高等学校
- 岐阜県立飛騨神岡高等学校
- 岐阜県立益田清風高等学校
- 中京高等学校（私立）

### 静岡県
- 静岡県立伊豆総合高等学校
- 静岡県立小笠高等学校
- 静岡県立裾野高等学校
- 静岡県立富岳館高等学校
- 静岡県立藤枝北高等学校
- 静岡県立遠江総合高等学校
- 静岡県立浜松大平台高等学校
- 静岡県立駿河総合高等学校
- 静岡県立天竜高等学校
- 焼津高等学校（私立）

### 愛知県
- 愛知県立緑丘高等学校
- 愛知県立岩倉総合高等学校
- 愛知県立蒲郡高等学校
- 愛知県立鶴城丘高等学校
- 愛知県立杏和高等学校
- 愛知県立知多翔洋高等学校
- 愛知県立岡崎東高等学校
- 愛知県立豊田東高等学校
- 愛知県立南陽高等学校
- 愛知県立瀬戸北総合高等学校
- 愛知県立知立高等学校
- 愛知県立新城有教館高等学校
- 名古屋市立西陵高等学校
- 名城大学附属高等学校（私立）

## 近畿地方

### 三重県
- 三重県立いなべ総合学園高等学校
- 三重県立あけぼの学園高等学校
- 三重県立飯南高等学校
- 三重県立木本高等学校
- 三重県立昴学園高等学校
- 三重県立鳥羽高等学校
- 三重県立名張高等学校
- 三重県立みえ夢学園高等学校（多部制定時制）

### 滋賀県
- 滋賀県立安曇川高等学校
- 滋賀県立国際情報高等学校
- 滋賀県立信楽高等学校
- 滋賀県立長浜北星高等学校
- 滋賀県立日野高等学校
- 滋賀県立彦根翔西館高等学校
- 滋賀県立甲南高等学校
- 彦根総合高等学校（私立）
- ECC学園高等学校（私立）

廃校
- 滋賀県立彦根翔陽高等学校

### 京都府
- 京都府立久美浜高等学校（2020年募集停止）
- 京都府立南丹高等学校
- 福知山淑徳高等学校 (私立)
- 洛陽総合高等学校（私立）

### 大阪府
全日制
- 大阪府立柴島高等学校
- 大阪府立今宮高等学校
- 大阪府立千里青雲高等学校
- 大阪府立芦間高等学校
- 大阪府立枚岡樟風高等学校
- 大阪府立八尾北高等学校
- 大阪府立松原高等学校
- 大阪府立堺東高等学校
- 大阪府立貝塚高等学校
- 大阪府立福井高等学校
- 大阪府立門真なみはや高等学校
- 大阪府立成美高等学校
- 大阪府立伯太高等学校
- 大阪府立大正白稜高等学校
- 大阪府立枚方なぎさ高等学校
- 大阪市立扇町総合高等学校
- 大阪府立咲くやこの花高等学校
- 大阪府立豊中高等学校能勢分校

定時制
- 大阪府立西野田工科高等学校
- 大阪府立今宮工科高等学校
- 大阪府立茨木工科高等学校
- 大阪府立藤井寺工科高等学校
- 大阪府立堺工科高等学校
- 大阪府立佐野工科高等学校
- 大阪府立都島工業高等学校
- 大阪府立工芸高等学校

エンパワメントスクール
- 大阪府立西成高等学校
- 大阪府立長吉高等学校
- 大阪府立箕面東高等学校
- 大阪府立成城高等学校
- 大阪府立岬高等学校
- 大阪府立布施北高等学校
- 大阪府立淀川清流高等学校
- 大阪府立和泉総合高等学校

多部制単位制（クリエイティブスクール）
- 大阪府立東住吉総合高等学校

私立
- 天王寺学館高等学校
- YMCA学院高等学校

廃校
- 大阪市立此花総合高等学校（2010年3月廃校）

### 兵庫県
- 兵庫県立有馬高等学校
- 兵庫県立淡路高等学校
- 兵庫県立伊丹北高等学校
- 兵庫県立加古川南高等学校
- 兵庫県立香寺高等学校
- 兵庫県立神戸甲北高等学校
- 兵庫県立須磨友が丘高等学校
- 兵庫県立豊岡総合高等学校
- 兵庫県立武庫荘総合高等学校
- 兵庫県立三木東高等学校
- 兵庫県立和田山高等学校
- 兵庫県立西宮今津高等学校
- 神戸市立須磨翔風高等学校
- 兵庫県立明石南高等学校
- 兵庫県立太子高等学校

### 奈良県
- 奈良県立二階堂高等学校
- 奈良県立奈良南高等学校

### 和歌山県
- 和歌山県立有田中央高等学校
- 和歌山県立熊野高等学校
- 和歌山県立新翔高等学校
- 和歌山県立和歌山高等学校

## 中国地方

### 鳥取県
- 鳥取県立青谷高等学校
- 鳥取県立鳥取緑風高等学校
- 鳥取県立日野高等学校
- 鳥取県立米子高等学校

### 島根県
- 島根県立邇摩高等学校
- 島根県立益田翔陽高等学校
- 島根県立松江農林高等学校
- 島根県立三刀屋高等学校

### 岡山県
- 岡山市立岡山後楽館高等学校
- 岡山県立岡山御津高等学校
- 岡山県立勝間田高等学校
- 岡山県立鴨方高等学校
- 岡山県立備前緑陽高等学校
- 岡山商科大学附属高等学校（私立）
- 倉敷市立倉敷翔南高等学校

### 広島県
- 広島県立安芸高等学校
- 広島県立因島高等学校
- 広島県立大崎海星高等学校
- 広島県立大竹高等学校
- 広島県立尾道北高等学校
- 広島県立神辺高等学校
- 広島県立高陽東高等学校
- 広島県立戸手高等学校
- 広島県立広島観音高等学校
- 広島県立福山誠之館高等学校
- 広島県立松永高等学校
- 広島県立三次青陵高等学校
- 呉市立呉高等学校
- 広島国際学院高等学校（私立）

### 山口県
- 山口県立岩国総合高等学校
- 山口県立宇部西高等学校
- 山口県立下関双葉高等学校（二部制定時制）
- 山口県立長府高等学校
- 山口県立萩高等学校奈古分校
- 山口県立光高等学校
- 山口県立防府西高等学校
- 山口県立山口農業高等学校西市分校
- 高川学園高等学校（私立）

## 四国地方

### 徳島県
- 徳島県立城西高等学校
- 徳島県立鳴門渦潮高等学校
- 徳島県立阿南光高等学校

廃校
- 徳島県立新野高等学校

### 香川県
- 香川県立飯山高等学校
- 香川県立三木高等学校
- 香川県立観音寺総合高等学校

### 愛媛県
- 愛媛大学附属高等学校（国立）
- 愛媛県立川之石高等学校
- 愛媛県立新居浜南高等学校
- 愛媛県立北条高等学校
- 帝京第五高等学校（私立）
- 聖カタリナ学園高等学校（私立）

### 高知県
- 高知県立高知東高等学校
- 高知県立宿毛高等学校
- 高知県立春野高等学校
- 高知県立室戸高等学校
- 太平洋学園高等学校（私立）

廃校
- 高知県立須崎高等学校

## 九州・沖縄地方

### 福岡県
- 福岡県立ありあけ新世高等学校
- 福岡県立稲築志耕館高等学校
- 福岡県立鞍手竜徳高等学校
- 福岡県立青豊高等学校
- 福岡県立福岡魁誠高等学校
- 福岡県立福岡講倫館高等学校
- 福岡市立福翔高等学校
- 久留米市外三市町高等学校組合立三井中央高等学校
- 飯塚高等学校（私立）
- 大牟田高等学校（私立）
- 沖学園高等学校（私立）
- 希望が丘高等学校（私立）
- 久留米学園高等学校（私立）
- 筑紫台高等学校（私立）

### 佐賀県
- 佐賀県立嬉野高等学校
- 佐賀県立唐津青翔高等学校
- 佐賀県立神埼清明高等学校
- 佐賀県立多久高等学校

### 長崎県
- 長崎県立大村城南高等学校
- 長崎県立五島海陽高等学校
- 長崎県立佐世保東翔高等学校
- 長崎県立島原翔南高等学校
- 長崎県立清峰高等学校
- 長崎県立長崎明誠高等学校
- 長崎県立平戸高等学校
- 長崎県立長崎鶴洋高等学校

### 熊本県
- 熊本県立翔陽高等学校
- 熊本県立八代工業高等学校（定時制）
- 開新高等学校（私立）

### 大分県
- 大分県立大分西高等学校
- 大分県立佐伯豊南高等学校
- 大分県立日出暘谷高等学校
- 大分県立日出総合高等学校
- 大分県立日田三隈高等学校

### 宮崎県
- 宮崎県立門川高等学校
- 宮崎県立本庄高等学校

廃校
- 宮崎県立都農高等学校

### 鹿児島県
- 鹿児島県立鶴翔高等学校
- 鹿児島県立川薩清修館高等学校
- 鹿児島県立霧島高等学校
- 鹿児島県立徳之島高等学校
- 鹿児島県立枕崎高等学校
- 鹿児島実業高等学校（私立）

### 沖縄県
- 沖縄県立沖縄水産高等学校
- 沖縄県立陽明高等学校
- 沖縄県立嘉手納高等学校